# Oleksiy Fedorov
Pour les articles homonymes, voir Fiodorov.
Oleksiy Fedorovytch Fedorov (Ukrainien : Олексій Федорович Федоров), né le 30 mars 1901 et décédé le 9 septembre 1989 fut un des leaders des partisans soviétiques pendant la Seconde Guerre mondiale. Il était deux fois Héros de l'Union soviétique.

## Biographie

### Jeunesse
Oleksiy Fedorov est né près de Dnipropetrovsk dans une famille de paysans ukrainiens. En 1920, il s'engage l'Armée rouge et combat pendant la guerre civile russe.
En 1927, il rejoint le Parti communiste de l'Union soviétique et en 1938, il devient le premier secrétaire du comité régional du parti dans l'oblast de Tchernihiv.

### Résistance pendant la seconde guerre mondiale
Aussitôt après l'opération Barbarossa, Oleksiy Fedorov organise un mouvement de résistance en Ukraine. Pendant l'hiver 1941-1942, il commande l'unité de partisans Tchernigov qui en mars 1942 a éliminé plus d'un millier de soldats allemands. 
En mai 1942, Oleksiy Fedorov  obtient le titre de Héros de l'Union soviétique et l'Ordre de Lénine avec une étoile d'or. Au cours du printemps et de l'été 1943 l'unité de partisans de Oleksiy Fedorov élargit ses activités de guérilla dans d'autres régions occupées de l'URSS comme la Volhynie, la Biélorussie, Briansk et Orel. 
L'historien Reuben Ainzstein rapporte qu'à Volyn, Oleksiy Fedorov et ses partisans se sont battus contre les forces nazies composées de 15 000 allemands, renforcés par 5 000 nationalistes ukrainiens de l'UPA de Stepan Bandera,.
Durant l'hiver 1944, au cours de la légendaire opération de Kovel, important nœud ferroviaire, les partisans de Oleksiy Fedorov ont détruit plus de 500 trains de ravitaillement allemands remplis de munitions, de carburant et de matériels militaires.
Oleksiy Fedorov a été promu au grade de major général et en janvier 1944 il est décoré de l'étoile d'or.

### Carrière politique
Après la libération de l'Ukraine, Oleksiy Fedorov dirige les comités du parti communiste dans plusieurs régions de l'Ukraine. En 1957, il devient le ministre de la protection dans le gouvernement de la RSS d'Ukraine et jusqu'en 1979 il est député du Soviet suprême de l'URSS.
Les mémoires de guerre de Fedorov sont publiées à Moscou en 1951. Une traduction en français Partisans d'Ukraine sort en 1966.
Décède le 9 septembre 1989 à Kiev, Oleksiy Fedorov est enterré au cimetière Baïkov. Un monument a été érigé pour honorer ce héros de la lutte antinazie.

## Décorations
- Héros de l'Union soviétique : 1942[6], 1944[7]
- Ordre de Lénine : 1939, 1942, 1948, 1958, 1961, 1967, 1981, 1986
- Ordre de la révolution d'Octobre : 1971
- Ordre de Souvorov de 1er classe : 1945
- Ordre de Bogdan Khmelnitski de 1er classe : 1944
- Ordre de la Guerre patriotique de 1er et 2e classe : 1945, 1985
- Ordre de l'Étoile rouge : 1945
- Ordre du Drapeau rouge du Travail : 1976
- médaille pour la victoire sur l'Allemagne.